# Trypocopris pyrenaeus
Trypocopris pyrenaeus is een keversoort uit de familie mesttorren (Geotrupidae). De wetenschappelijke naam van de soort werd in 1825 gepubliceerd door Charpentier.